# Yura-språk
Yura språk eller Thura-Yura språk är en grupp australiska aboriginska språk vars språkregion täcker kring Spencer's Gulf och Gulf St Vincent i Sydaustralien. Yura-språk utgör en undergrupp av den västra grenen av den Pama-Nyunganska språkfamiljen. Namnet yura har sitt ursprung i ordet för människa på de norra språken inom gruppen. Motsvarigheten är thura på andra språk, vilket utgör namnet Thura-yura. Liknande ord för människa finns även utanför gruppen. 